# Myrmica spatulata
Myrmica spatulata är en myrart som beskrevs av Smith 1930. Myrmica spatulata ingår i släktet rödmyror, och familjen myror. Inga underarter finns listade i Catalogue of Life.

## Bildgalleri

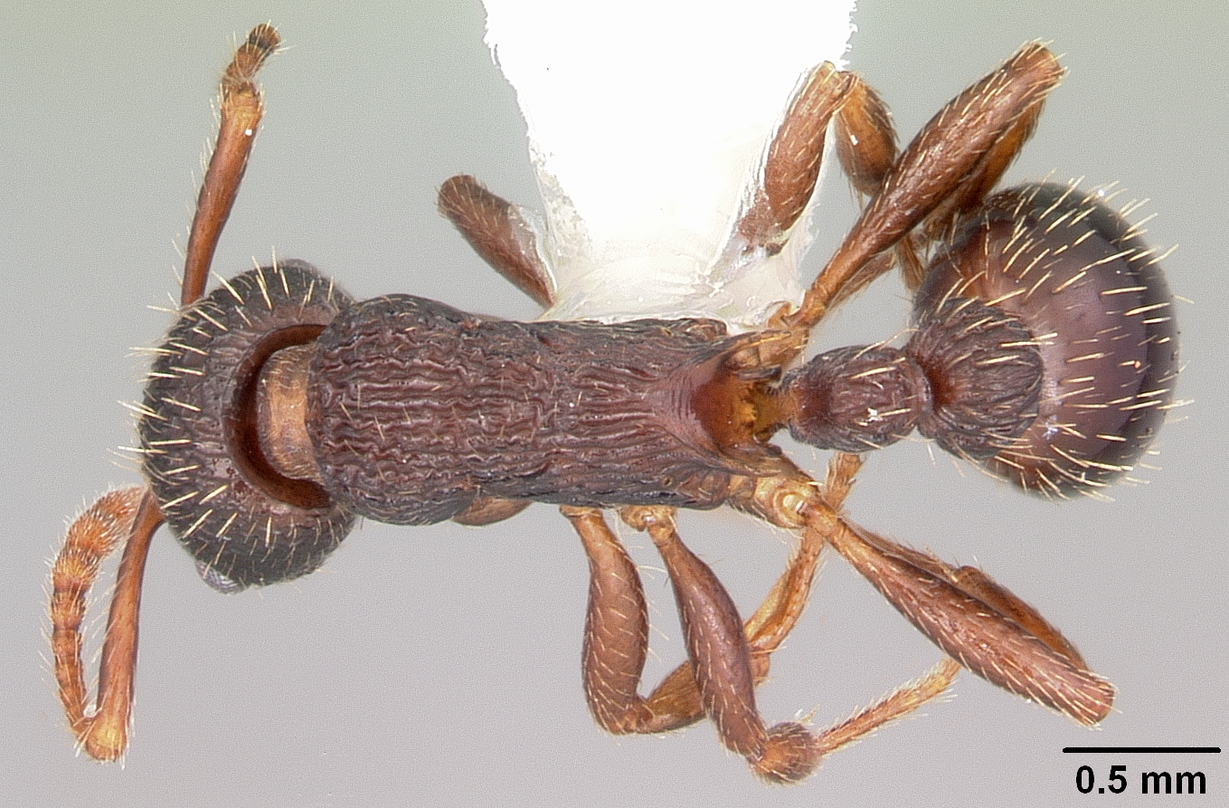
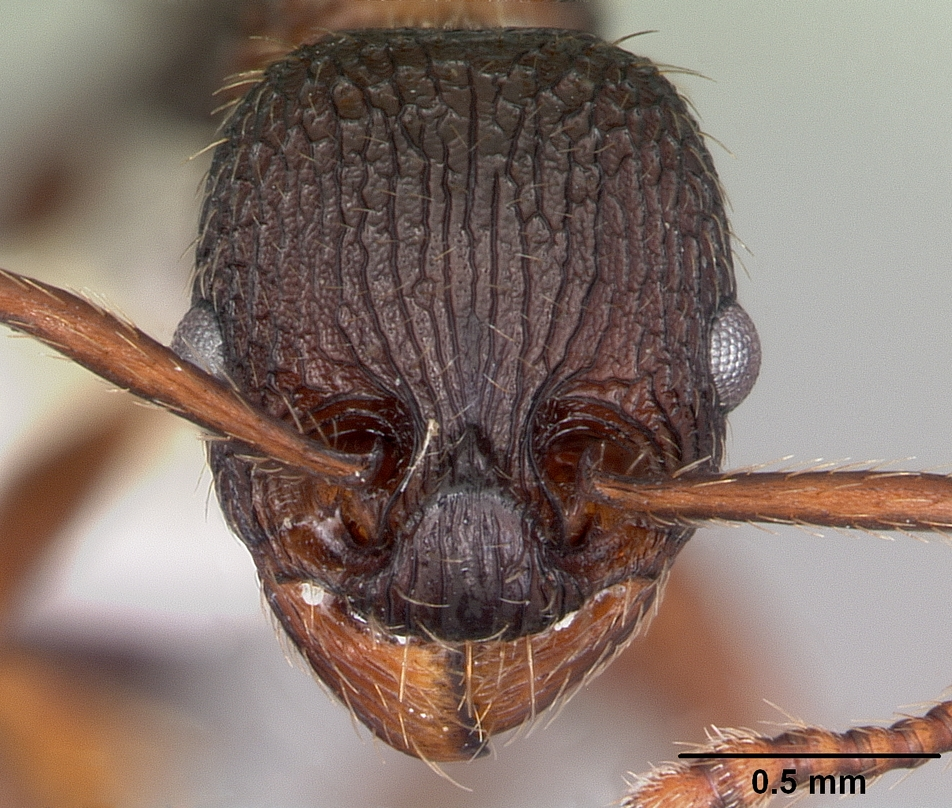
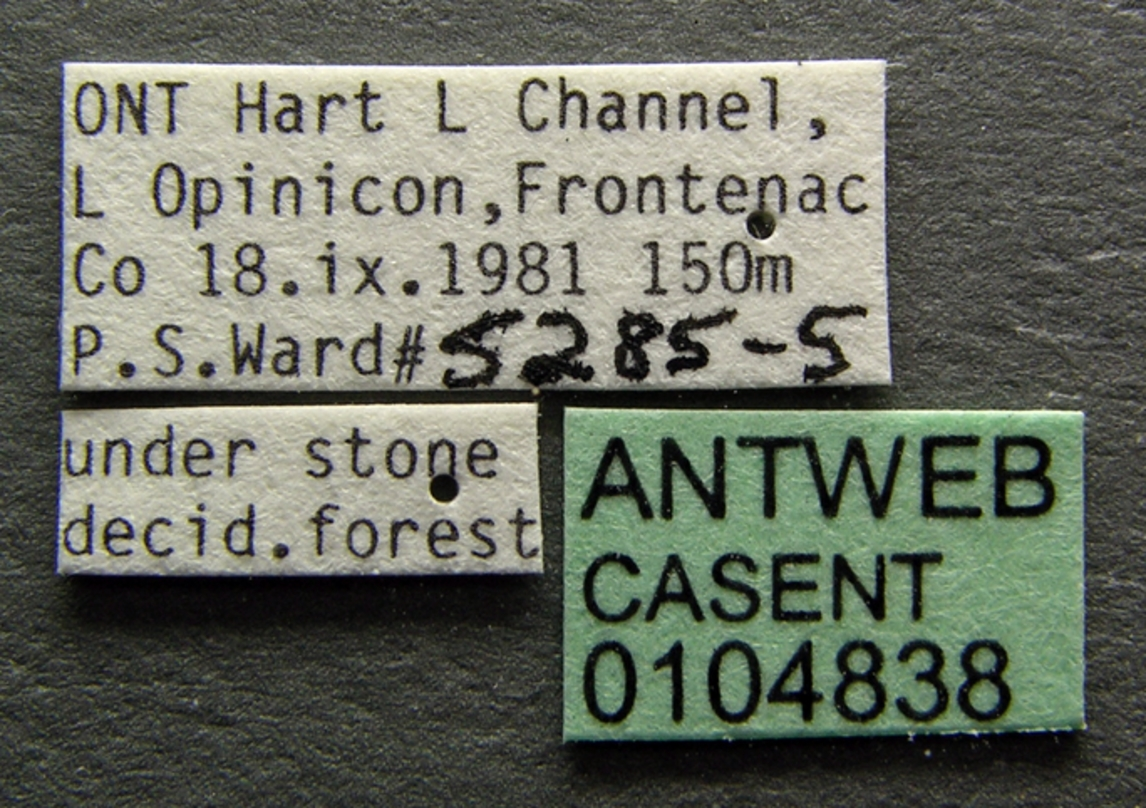
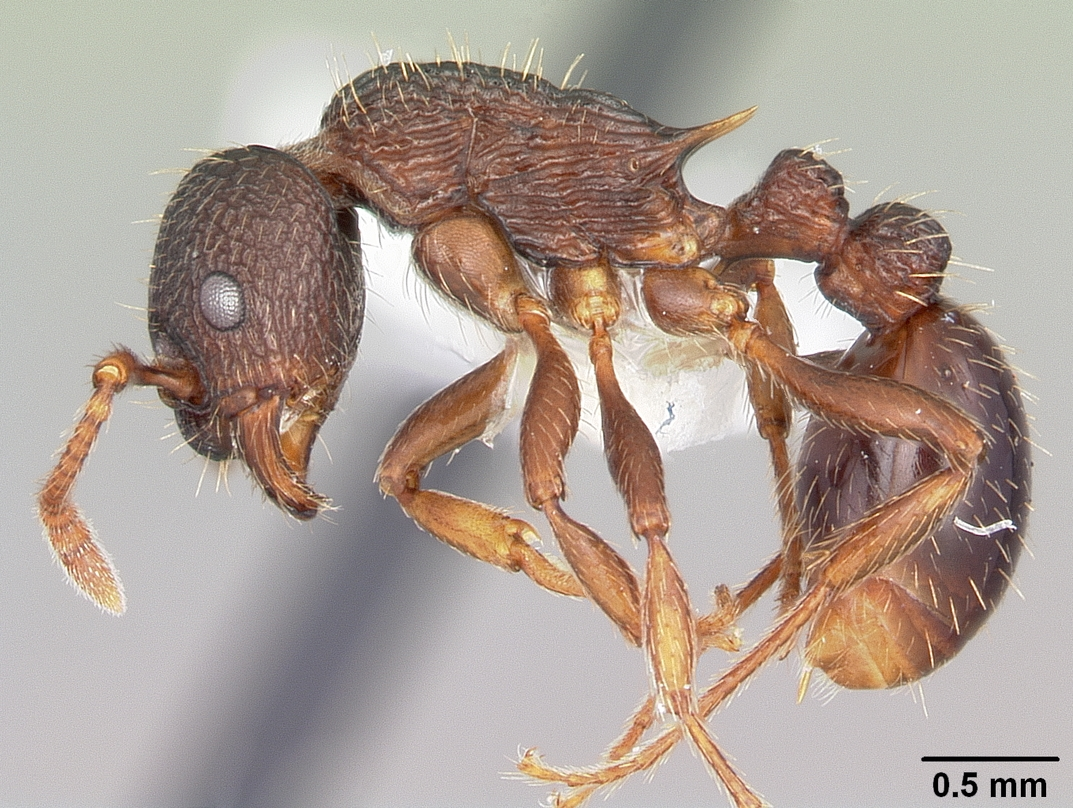